# Francesco De Gregori
Francesco De Gregori (ur. 4 kwietnia 1951 w Rzymie) – włoski piosenkarz, kompozytor i autor tekstów, ważny przedstawiciel piosenki autorskiej.
Autor najbardziej obrazowych i rewolucyjnych tekstów w ramach piosenki autorskiej stworzył w swych utworach galerię postaci i historii będących kwintesencją włoskiej przypowieści, począwszy od roku 1968 do dziś. Ze względu na sposób komponowania i interpretacji utworów stał się ucieleśnieniem autentycznego włoskiego piosenkarza – autora tekstów, bogatych literacko i pełnych metafor i kompozytora oryginalnej, złożonej muzyki, wykonywanej głównie na instrumentach tradycyjnych. Wykształcił przy tym swoisty sposób interpretacji piosenek, śpiewanych nosowym, przeciągłym głosem, zwanym stylem Francesca De Gregori, naśladowanym przez pokolenia jego następców. Intelektualista, zainteresowany muzyką ludową, pisał swoje piosenki biorąc za punkt odniesienia najlepsze wzory strukturalne i stylistyczne europejskiej poezji XX wieku wraz z całym jej bagażem kulturowym. Jego poezje znalazły się również w podręcznikach szkolnych. Ze względu na elitaryzm swojej muzyki, a zwłaszcza poezji, zyskał sobie przydomek „księcia” włoskiej piosenki.

## Życiorys

### Lata 60. i 70.
Francesco De Gregori urodził się jako syn Giorgio, bibliotekarza i Rity, nauczycielki w liceum. Dzieciństwo spędził w Pescarze, a do Rzymu powrócił pod koniec lat 50.. Uczęszczał do liceum Virgilio w Rzymie. Wstąpił na wydział literatury i filozofii, ale studiów nie skończył. Mając około 18 lat występował w znanym lokalnym klubie Folkstudio, będącym odskocznią dla młodych artystów dążących do sukcesu. W Folkstudio zaprzyjaźnił się z grupą młodych autorów, takich Antonello Venditti, Ernesto Bassignano, Mario Schiano, Giovanna Marini, Mimmo Locasciulli, Edoardo De Angelis, Archie Sawage, Stefano Rosso, Riccardo Cocciante, Paolo Pietrangeli, Giorgio Lo Cascio, którzy swoją działalnością przyczynili się, nie wiedząc o tym, do powstania „szkoły rzymskiej” we włoskiej piosence autorskiej. W 1971 roku Francesco de Gregori odbywał tournée po Włoszech akompaniując na gitarze pochodzącej z Florencji folkowej piosenkarce Caterinie Bueno. Niektóre z utworów skomponowanych w okresie występów w Folkstudio znalazły się na zrealizowanym wspólnie z Antonello Vendittim debiutanckim albumie Theorius campus. Źródłem inspiracji dla Francesca De Gregori stały się utwory amerykańskich muzyków, Boba Dylana i Leonarda Cohena, a także Fabrizia De André. To Fabrizio De André, po wysłuchaniu jego nagrań w rzymskim studiu, zainteresował się nim i zaczął pomagać mu w rozpoczęciu kariery artystycznej. W 1972 roku Francesco De Gregori wydał, wspólnie z Antonello Vendittim album Theorius campus. Na krytykach nie zrobił on jednak wrażenia, podobnie jak debiutancki, solowy już album Francesca De Gregori Alice non lo sa z 1973 roku oraz następny, zatytułowany jego imieniem i nazwiskiem, wydany w 1974 roku. Sukces przyszedł dopiero wraz z wydanym w 1975 roku albumem Rimmel, na którym Francesco De Gregori zaprezentował się jako artysta dojrzały, refleksyjny, tworzący inteligentne teksty i muzykę. Rimmel zajął 2. miejsce na liście najlepiej sprzedawanych albumów roku 1975 we Włoszech. Dobrze przyjęty przez publiczność, zapewnił swemu autorowi pozycję jednego z największych twórców włoskiej muzyki rozrywkowej. W tym samym roku Francesco De Gregori współpracował z Fabriziem De André przy realizacji jego albumu Volume VIII, na który obaj wspólnie napisali 4 piosenki: „La cattiva strada”, „Oceano”, „Dolce luna" i „Canzone per l'estate”; następnie razem z takimi artystami jak: Ron, Renzo Zenobi i Lucio Dalla występował w spektaklu muzycznym w Teatro dell'Arte di Milano.
W 1976 roku został wydany album Buffalo Bill. Podczas koncertów w Mediolanie w 1977 roku Francesco De Gregori został werbalnie zaatakowany przez grupę skrajnych lewicowców, którzy oskarżali gp o wspieranie kapitalizmu i wyprzedaż wartości. Zniechęcony artysta wycofał się na pewien czas z działalności wybierając pracę w charakterze księgarza. W 1978 roku powrócił do działalności piosenkarskiej wydając album De Gregori. W 1979 roku odbył wspólnie z Luciem Dallą i Ronem tournée, udokumentowane albumem koncertowym Banana Republic. Również w tym samym roku ukazał się album Viva l'Italia. Pomimo tytułu, celowo narodowego, był to najbardziej „amerykański” z albumów Francesca De Gregori, czego dowodem byli instrumentaliści zza oceanu, zaangażowani przez wytwórnię RCA do nagrania materiału muzycznego oraz producent albumu Andrew Loog Oldham, były menadżer i producent zespołu The Rolling Stones.

### Lata 80.
W 1982 roku wydał album Titanic, zawierający odniesienia do katastrofy statku pasażerskiego RMS Titanic, który zatonął w 1912 roku. W 1983 roku ukazał się jego kolejny album,wydany w formie Q-disc, La donna cannone, zawierający oprócz piosenki tytułowej dwie inne, wykorzystane w filmie Flirt z udziałem Moniki Vitti. Album zajął 3. miejsce na liście najlepiej sprzedawanych albumów roku 1984 we Włoszech.
W 1985 roku wydał album Scacchi e Tarocchi, którego producentem był Ivano Fossati. Album okazał się krokiem w złym kierunku, pierwszym w karierze artysty; tylko kilka znajdujących się na nim utworów było udanych: „La storia”, „A Pà”, dedykowany Pasoliniemu, charakteryzujący się dialogiem gitary i fortepianu oraz „Miracolo a Venezia”. Resztę materiału stanowiły piosenki niezbyt udane, bez szczególnego znaczenia.
Po kilku latach artysta przeniósł się do wytwórni Sony Music, która w 1987 roku wydała jego album Terra di nessuno, pierwszy z serii albumów inspirowanych, w coraz większym stopniu, zelektryfikowanym folk-rockiem Boba Dylana. W 1989 ukazał się album Mira Mare 19.4.89, na którym Francesco De Gregori odniósł się do sytuacji w rodzinnym kraju w latach 80. Dekadę zamknął albumem koncertowym Niente da capire.

### Lata 90.
Przez kilka następnych lat pracował jako dziennikarz w gazecie l’Unità zyskując z powodu wyniosłego sposobu, w jaki traktował przedstawicieli prasy. przydomek „książę” („principe”). Powrócił do muzyki z albumami Prendere e lasciare (1996) i Amore nel pomeriggio (2001).

### I dekada XXI wieku
W roku 2002 wziął udział w trasie koncertowej razem z takimi artystami jak Pino Daniele, Ron i Fiorella Mannoia. Wspólnie z piosenkarką folkową Giovanną Marini zrealizował album Il Fischio del Vapore, na którym obok ich własnych piosenek znalazły się opracowania włoskich piosenek ludowych oraz protest songów. Trzy lata później wydał rockowy album Pezzi, a w 2006 roku Calypsos.

### II dekada XXI wieku

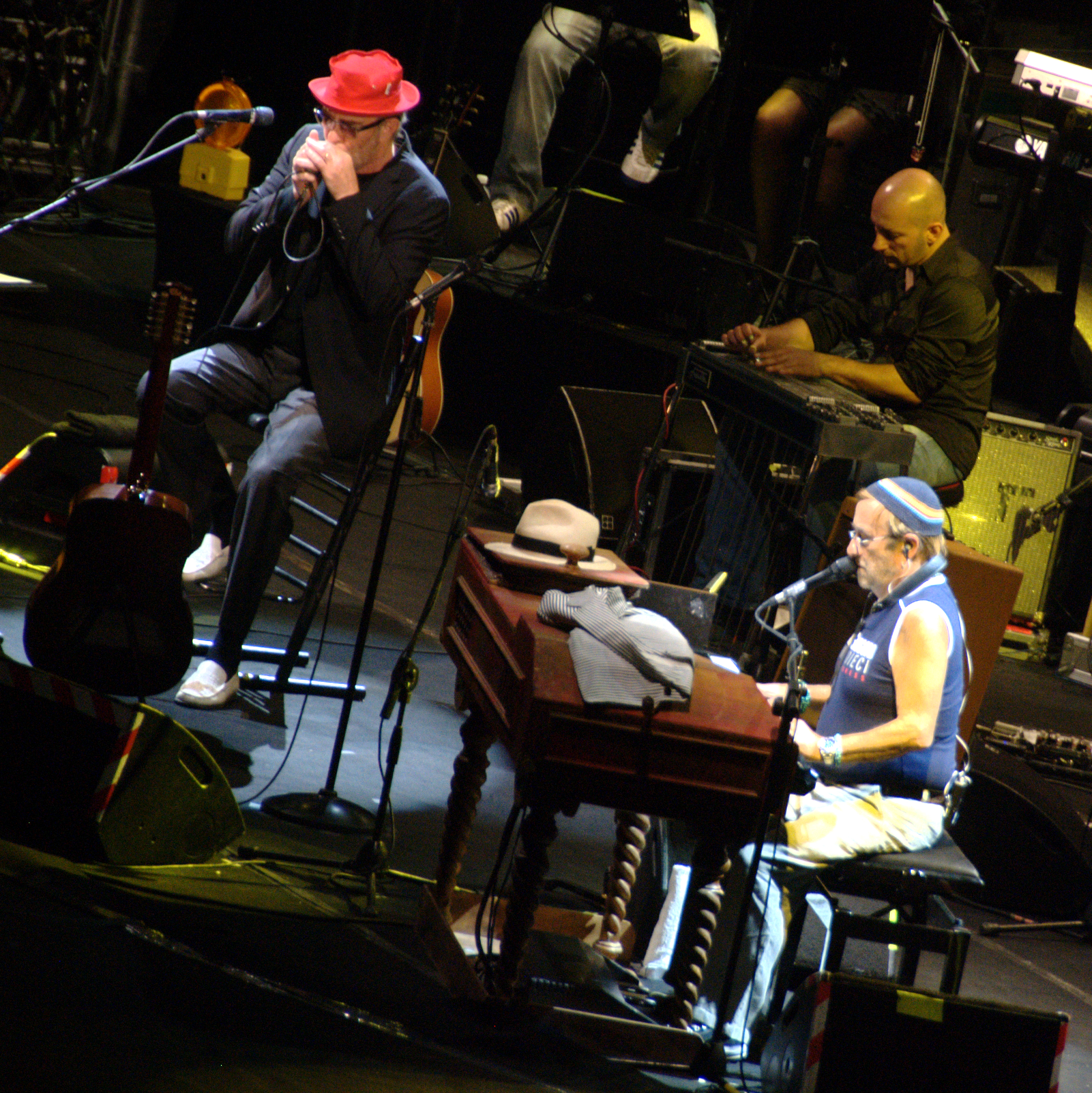
Francesco De Gregori (z lewej, u góry) i Lucio Dalla (z prawej, u dołu) podczas koncertu w Palasport San Lazzaro w Padwie (2010)

W 2010 roku wznowił, po 30 latach przerwy, współpracę z Luciem Dallą; obaj wzięli udział w trasie koncertowej, udokumentowanej następnie albumem Work in Progress, który promował singiel „Non basta saper cantare”. Trasa koncertowa przeciągnęła się do roku 2011, w którym artysta skończył 60 lat (4 kwietnia).
W listopadzie 2012 roku ukazał się na rynku jego album zatytułowany Sulla strada, a po nim Vivavoce (2014), na którym sięgnął do swoich wcześniejszych nagrań. W lipcu 2015 roku Francesco De Gregori otwierał koncert Boba Dylana w Lukce; określając go przy okazji w jednym zw wywiadów „swoim guru”. W październiku tego samego roku wydał album De Gregori canta Bob Dylan – Amore e furto, na którym zamieścił przetłumaczone na włoski utwory swego mistrza. Album zyskał status platynowej płyty
Wcześniej, we wrześniu, podczas koncertu z udziałem gości na Arena di Verona, świętował 40-lecie wydania swojego albumu Rimmel.

## Udział w filmie
W 2002 roku Francesco De Gregori wystąpił w filmie Franca Battiata Perdutoamor, a później jako cameo w filmie Rzym i Rzymianie Ettore Scoli. W 2012 roku Stefano Pistolini poświęcił mu film Finestre rotte, wyświetlany na pokazie specjalnym w ramach Międzynarodowego Festiwalu Filmowego w Wenecji.

## Życie prywatne
Żonaty od 1978 roku z Antoniettą Gobbi, z którą ma dwoje dzieci-bliźniaków: Federica i Marca. W Spello, na stoku Monte Subasio, ma posiadłość, w której zajmuje się produkcją oliwy.

## Odznaczenia

Order Zasługi Republiki Włoskiej – klasa IV: Oficer (Ufficiale)

26 maja 2005 roku Prezydent Republiki Włoskiej Carlo Azeglio Ciampi uhonorował Francesca De Gregori Orderem Zasługi Republiki Włoskiej.